# Kofun de Fujinoki
Le kofun de Fujinoki (藤ノ木古墳) est un tumulus situé à Ikaruga, dans la préfecture de Nara, au Japon. Ce tombeau date de la fin du VIe siècle ou du milieu du VIIe siècle.

## Historique
Contrairement à la plupart des kofuns, celui de Fujinoki n'a été ni ouvert ni pillé avant que des fouilles n'y soient menées entre 1985 et 1988.

## Description
La tombe mesure 40 à 48 m de diamètre et environ 9 m de haut. Un grand nombre d'objets furent découverts, comme des morceaux d'armures, des armatures de flèches, des attaches de bronze pour chevaux, des poteries haji. Les harnais trouvés dans la tombe sont d'importation coréenne, car les Japonais de cette période n'utilisaient pas ce type de décoration et en ignoraient la fabrication. Le défunt devait entretenir des relations étroites avec ce pays.

## Analyse
La tombe se trouvant assez loin de la base Asuka du clan Soga, les spécialistes en déduisent qu'un autre clan, qui était en relation avec les Soga, serait à l'origine de la création de cette tombe.